# David Hume
David Hume (Edinburgh, 1711. április 26. – Edinburgh, 1776. augusztus 25.) skót empirista filozófus, történész, közgazdász, esszéista; a skót felvilágosodás egyik legfontosabb alakja. Hírnevét elsősorban filozófiai munkásságának köszönheti. A mára matematikai fogalommá lett Hume-elv az ő nevét viseli, hiszen alapgondolata tőle ered.

## Élete
Edinburghban született, skót kisbirtokos második fiaként. Itt végezte tanulmányai nagy részét: jogot hallgatott, de emellett irodalommal és filozófiával is foglalkozott. 22 évesen Londonba, majd Bristolba ment hogy vagyont szerezzen, tisztviselőnek állt be egy kereskedőhöz. A tisztviselői állás azonban nem bizonyult túl jövedelmezőnek, életrajzában a következőket írta: "De pár hónap alatt rájöttem, hogy a körülmények teljesen alkalmatlanok számomra."
Tanulmányait Franciaországban folytatta Reimsben, majd La Flèche-be utazott. A Franciaországban töltött idő alatt írta meg az Értekezés az emberi természetről című művét, amely későbbi gondolatainak színe-javát tartalmazza, a könyv azonban csak 1739-ben jelent meg. A következő években szerény körülmények között élte az életét: miután sikertelenül pályázta meg a glasgow-i egyetemi katedrát, egy évig házitanítóként működött, majd diplomáciai állást vállalt Bécsben és Torinóban. 1752-ben, miután újból elutasították egyetemi pályázatát, az edinburgh-i (ügyvédi) könyvtár őrévé nevezték ki. A kinevezésnek köszönhetően, Hume anyagi körülményei is javulni látszottak, újabb mű írásába kezdett Anglia története címmel. A könyvnek nagy sikere volt, több kiadás is készült belőle, ezért a szerzőt saját korában elsősorban történészként tartották számon.
1763-tól a párizsi brit követségen dolgozott, s a felvilágosodás központjában, a párizsi szalonokban filozófiája nagy népszerűségnek örvendett. Ugyancsak Párizsban ismerkedett meg Jean-Jacques Rousseauval is, akinek Angliába szökését is segítette. Maga Hume is visszatért szülőföldjére, Edinburgh-ba, és itt tehetős polgárként élte le élete utolsó hét évét. Ekkortájt írta meg önéletrajzát, "Saját életem" címmel.

## Filozófiája
Locke és George Berkeley bölcseletéből kiindulva alapvető céljának az empirikus vizsgálati módszer bevezetését tartotta.
Nála az absztrakció elutasítása szükségképpen szüli a valóság meg nem ismerhetőségét valló, agnosztikus tanítást. ezzel ő ébreszti fel Kantot "dogmatikus szendergéséből."

### Ismeretelmélet
Ismereteink egyedüli forrásaként csak a percepciót, az érzékelést fogadta el.
Az emberi szellem észleleteit ideákra és benyomásokra osztja. Különbségüket az teszi, hogy mennyire elevenen bukkannak fel a szellemben, hatolnak az elménkbe. Azok az észleletek, amelyek a legerősebben bukkannak fel: a benyomások. Ilyen például az emóció, a szenvedély.
Az ideák azok a halvány képmások, amelyek az elménkben a benyomásokból keletkeznek.
Alvás közben és lázas állapotban azonban az ideák megközelítik a benyomásokat, de olyan is lehetséges, hogy a benyomások oly halványan jelentkeznek, hogy nem tudjuk megkülönböztetni őket az ideáktól. A benyomások először az érzékekre gyakorolnak hatást, a szellem által ebből létrehozott másolat az idea.
Benyomásokra két úton tehetünk szert:
- érzékelés által
- reflexió által (az emlékezet, képzelőerő útján nyert ideák).

Az emlékezetben tárolt ideákat a képzelőerő képes megváltoztatni, hasonlóságokat és különbségeket fedez fel az ideák között. Hume azt a kapcsolatot keresi, aminek segítségével az egyik idea maga után vonja a másikat: három minőséget sorol fel, ami kapocs lehet: hasonlóság, érintkezés és az ok-okozati kapcsolat. Ezek teremtenek asszociációt az ideák között.
A hasonlóság és ellentét törvényén nyugszik a matematika, az érintkezés törvényén a leíró tudományok, az oksági kapcsolaton a magyarázó tudományok, a természettudomány és a metafizika.
Hume alapvető kérdése, hogy honnan származnak a benyomások. Erre a kérdésre szerinte lehetetlen válaszolni, mert a képzeteknek a tárgyakkal való kapcsolatát soha sem tapasztalhatjuk meg. Emiatt tagadja a szubsztanciák létezését is.
Hume szerint az élénk kép, a benyomás megfelel annak, amit a realisták külvilágnak mondanak, az ideák pedig megfelelnek a fogalmi világnak. Tulajdonképpeni érdeklődését a tudatbeli folyamatok kötik le. Hume a megszokás pszichológiai tényére alapozza a világ és a róla alkotott tudomány valamennyi összefüggését: a pszichikai valóság kiszorítja a létbelit, a pszichológia az ontológiát.

### Tudományfelfogása
Hume megkülönböztet észigazságokat és tényigazságokat. Az észigazságok a külvilág lététől független, nyilvánvaló matematikai-geometriai ítéletek. A lelki valóságon kívül nem ismer semmiféle más realitást. A külvilágra vonatkozó un. tényigazságok logikailag nem szükségszerűek. "Mindig lehetséges minden tény ellentéte is; ebben nincs semmiféle ellentmondás." Az a tény,
hogy az embert megégeti a tűz, nem vezethető le a tűz világosságából, és melegéből – azaz a benyomásokból –, hanem csak az ok és az okozat összefüggéséből. Az okozat azonban teljesen különbözik az októl, így nem ismerhető meg belőle: "Az események következnek egymásra, de soha semmi kapcsolatot nem figyelhetünk meg köztük. Egymáshoz fűzötteknek, de nem egymással összekapcsoltnak látszanak." A megszokás alapján arra kell várnunk, hogy az egyik percepció után bekövetkezik a másik. Ezen alapul minden tényre vagy létre vonatkozó okoskodásunk.
A megismerő alany és a külvilágot képező tárgyi valóság közötti kapcsolat megszüntetésével a tudomány csak vélekedés vagy hit. A természettudomány igazságai nem bizonyíthatók, legfeljebb valószínűsíthetők. A filozófia végeredménye az emberi gyöngeség és vakság szemlélete. Eszménye a teljes indukció, mellyel egyre valószínűbb, de sosem bizonyos ismerethez juthatunk.

### Erkölcsfilozófiája
A cselekvések dicséretes vagy elítélendő jellege nem vezethető vissza észszerűségünkre vagy észszerűtlenségünkre.
Az ész sem előidézni, sem megakadályozni nem képes semmiféle cselekedetet; erre csak a személyek képesek. S mivel az ész a szenvedélyek fölött nem gyakorol befolyást, így a cselekvés erkölcsi szabályozása nem származhat az észből.
Az indítékok és cselekvések között szükségszerű kapcsolat van. Tehát az akarat nem szabad.
Az emberi cselekedet a különböző erejű motívumok eredője. Nem lehet erkölcsileg jó egy cselekedet, pusztán azért, hogy erkölcsös jellegére való tekintettel hajtották végre. A kötelességtudat nem lehet az erkölcsileg jó cselekvés forrása. Az erkölcsi megkülönböztetések nem az ész ítéletei, hanem érzéseket fejeznek ki.
A "kell" és a "nem szabad" szavakat tartalmazó kijelentéseket nem lehet levezetni tényállításokból, mivel az erkölcsi minőségek nem pusztán tárgyak közötti revelációkon alapulnak. Az erkölcs végső alapja az emberi természet.
Az erkölcsi érték kritériuma Hume-nál a kellemes és hasznos érzés. Ezek közül értékesebb az, mely nemcsak magunknak, hanem másoknak is hasznos. A lelkiismeret helyébe a rokonszenv érzelme lép: a lelkiismeretes ember ösztönösen beleéli magát a másik lelkivilágába, ezáltal megtudja, hogy mi kellemes és hasznos a számára.
Rámutatott továbbá a legtöbb erkölcsi rendszer módszertani hibájára is: azokból az állításokból, melyek arra vonatkoznak, ami van, észrevétlenül átmennek azokba a kijelentésekbe, amelyek arra vonatkoznak, aminek lennie kell. Ez a Hume-féle törvény, amely nem azonos a modern etikában gyakran emlegetett naturalista hibával.

### A hume-i okságfogalom
Hume a verifikacionizmus előfutára; szerinte csak azok a kijelentések értelmesek, amelyek igazsága tapasztalati úton ellenőrizhető.
Hume szerint az okság metafizikai fogalma megköveteli, hogy két, számunkra okként illetve okozatként feltűnő jelenség között szükségszerű kapcsolatot tételezzünk fel. Akkor mondhatjuk, hogy két jelenség szükségszerű kapcsolatban áll egymással, ha az egyik jelenséget nem tudjuk elképzelni vagy felfogni a másik nélkül. Azaz, az ok sohasem állhat fenn okozat nélkül, egy okozatnak pedig szükségképpen rendelkeznie kell okkal, mert önmagát nem hozhatja létre semmi sem. Az oknak mindemellett korábban kell létrejönnie, mint az okozatnak, hogy azt létrehozhassa (ez az okság logikai elemzésének arisztoteliánus felfogása).
Hume első tézise az oksággal kapcsolatban az, hogy a dolgok közti oksági viszony nem figyelhető meg, hiszen "nem léphetünk túl azon, ami közvetlenül megjelenik érzékeinknek". Azonban a kauzalitási viszonyt magát nem figyelhetjük meg, vagyis az oksági relációkról alkotott feltevéseink nem tekinthetők empirikus tudásnak.
Hume szerint a jelenségek között fennálló valódi oksági viszonyt nem minden esetben képes feltárni az emberi elme és így elemző reflexió helyett a megszokásra épülve következtet. Így sok esetben a helyes következtetés helyett téves okot tulajdonít az okozatnak és fordítva, hiszen gyakran a valódi okok rejtve maradnak. Ez az ember ítéleteit nagyban befolyásolja és tévútra viszi. A megszokás abból indul ki, hogy "minden tapasztalatból eredő következtetés abból a feltevésből indul ki, hogy a jövő a múlthoz fog hasonlítani". Így például a megszokásunkon alapul az a feltevés is, hogy egy ellökött biliárdgolyó mozgásba hozza az útjába kerülő másik golyót is.
Az okság ilyesfajta mellőzése miatt nem ismerhető meg a szubsztancia léte sem. Amit szubsztanciának mondunk, nem más, mint benyomások halmaza, megszokáson alapuló "összefüggése"; csupán pszichológiai valóság. Ám a lélek sem szubsztancia, csupán percepciók kötege.
Hume tehát kétségbe vonja a szubsztancia létét, mivel a tudatélményekből nem következtethetünk sem külső okaira, sem belső hordozójára. Ennek ellenére a szélsőséges szkepszist elveti, nagyon haszontalannak tartja. A mérsékelt szkepszist azonban nagyon hasznosnak tartja, mert arra ösztönöz bennünket, hogy érdeklődésünket szűk körre, pl. a matematikára korlátozzuk.

### Vallásbölcselete
Szerinte nem bizonyítható sem Isten léte, sem nemléte. A vallás léte ugyanakkor tapasztalati tény, amelyet tapasztalati adottságokból kell megértenünk. A vallás megoldhatatlan talány, olyan mint a fertőző betegség, melynek egyedüli gyógyszere a filozófia és az ész – állítja Hume. A vallásnak csak társadalmi-erkölcsi haszna van, melynek képzeteit a félelem hozta létre.

## Művei
- Értekezés az emberi természetről, 1739-40
- Esszék 1-2. kötet. 1742, 1749
- Tanulmány az emberi értelemről, 1751
- Tanulmány az erkölcsök alapelveiről, 1751
- Politikai Tanulmányok, 1752
- A vallás természetes története (Natural History of Religion), 1752
- Anglia története hat kötetben, 1752
- Beszélgetések a természetes vallásról, 1779 (posztumusz)

## Magyarul
- David Hume közgazdasági tanulmányai; ford. Körösi József, bev. Kautz Gyula; Pallas Ny., Bp., 1886 (Nemzetgazdasági írók tára)
- Vizsgálódás az emberi értelemről; ford., jegyz. Alexander Bernát; Franklin, Bp., 1882 (Filozófiai írók tára)
- Vizsgálódás az emberi értelemről; ford., jegyz. Alexander Bernát; 2. jav., bőv. kiad.; Franklin, Bp., 1906 (Filozófiai írók tára)
- Az esszé követsége; ford. Bartos Tibor; in: Hagyomány és egyéniség. Az angol esszé klasszikusai; vál. Európa Könyvkiadó munkaközössége, közrem. Ruttkay Kálmán, Ungvári Tamás, utószó Abody Béla, jegyz. Abádi Nagy Zoltán; Európa, Bp., 1967
- Tanulmány az emberi értelemről; ford. Vámosi Pál, utószó, jegyz. Szenczi Miklós; Magyar Helikon–Európa, Bp., 1973
- Értekezés az emberi természetről; ford. Bence György, utószó, jegyz. Ludassy Mária; Gondolat, Bp., 1976 (Etikai gondolkodók)
- David Hume összes esszéi I-II. (ford. Takács Péter, jegyz. Kontler László, Takács Péter), Atlantisz Könyvkiadó, Budapest, 1992–1994 (Mesteriskola), ISBN 963 7978 283 (I. kötet), ISBN 963 7978 29 1 (II. kötet)
- Tanulmány az emberi értelemről; ford. Vámosi Pál, utószó, jegyz. Szenczi Miklós írta; 2. átdolg. kiad.; Nippon, Bp., 1995
- Tanulmány az erkölcs alapelveiről; ford. Miklósi Zoltán, Babarczy Eszter, utószó Ludassy Mária; Osiris, Bp., 2003 (Sapientia humana)
- Beszélgetések a természetes vallásról (ford. Harkányi András, jegyz., tan. Ludassy Mária), Atlantisz Könyvkiadó, Budapest, 2006 (Mesteriskola), ISBN 9789639165823

### Az oksági viszonyról
- Huoranszki Ferenc: Modern metafizika; Osiris Kiadó, Budapest, 2001 (A humei okságfogalom; pp. 86)
- Mackie, J.L.: The Cement of the Universe: A Study of Causation, Oxford, Clarendon Press, 1974
- Strawson, Galen: The Secret Connexion: Causation, Realism and David Hume, Oxford, OUP, 1989